# Симфонические этюды
Симфонические этюды (фр. XII Études Symphoniques) Op. 13 — произведение Роберта Шумана для фортепиано соло, посвящённое Уильяму Стерндейлу Беннету. Работа Шумана над произведением началась в 1834 году, первая публикация состоялась в 1837 году.
Изначально Шуман воспользовался темой барона Фрикена, музыканта-любителя и опекуна его кратковременной невесты Эрнестины фон Фрикен (она основана на нисходящем ходе по до-диез-минорному трезвучию), и сочинил 16 вариаций на неё, прибавив в качестве финала вариацию на другую тему, взятую из оперы Генриха Маршнера «Храмовник и еврейка». В публикацию 1837 года вошли, однако, только 11 вариаций из 16-ти. На разных стадиях работы над произведением Шуман рассматривал и другие варианты композиции.
В 1852 году Шуман подготовил второе издание Этюдов, дав им новое название: «Этюды в форме вариаций» (фр. Études en forme de variations); помимо ряда поправок, этюды № 3 и 9 были из второй редакции исключены.
Однако Иоганнес Брамс при подготовке переиздания Этюдов в 1891 году восстановил пять этюдов, исключённых Шуманом. В дальнейших переизданиях зачастую пять «дополнительных», «посмертных» этюдов помещают после основных, при исполнении же пианисты часто вставляют их между любыми из 12 «основных», хотя «дополнительные» этюды следовало бы исполнять отдельно от редакций 1837 и 1852 годов, согласуясь с волей автора.

## Музыкальная характеристика
В своём письме фон Фрикену Шуман писал о своём замысле: «Свои вариации я хочу назвать „патетическими“, однако „патетическое“, если оно там содержится, я пытался преломить сквозь разные цвета… Мне хочется постепенно развить из похоронного марша величавое победное шествие и, кроме того, внести в сочинение некоторый драматический интерес».
Романтический принцип, направляющий развитие в «Симфонических этюдах», обусловил возможность трансформации начальной трагически-траурной темы в празднично-карнавальное звучание финала.
Каждый из 12 этюдов предстает в новом освещении. Из основной темы возникают разные тематические варианты. Лирические, токкатные, скерцозные, маршевые вариации сменяют друг друга. Образная самостоятельность каждой вариации, превращение её в законченное миниатюрное сочинение принципиально сближает «Симфонические этюды» с шумановскими циклическими композициями.

## Исполнения
Уильям Стерндейл Беннет, которому Шуман посвятил своё сочинение, много и с успехом играл его в Англии. Сам Шуман, однако, не был уверен в Этюдах и не рекомендовал своей жене Кларе исполнять их (в письме от 17 марта 1838 года: «Ты хорошо сделала, что не играла мои Этюды, они не подходят для публики, и было бы нехорошо, если бы я стал потом жаловаться, будто она — публика — не поняла; ведь они и не рассчитаны на такой успех и исполняются лишь ради себя самих»).
В дальнейшем среди исполнителей Симфонических этюдов были многие видные пианисты, их записи оставили Вальтер Гизекинг, Артур Рубинштейн, Владимир Софроницкий, Эмиль Гилельс, Святослав Рихтер, Михаил Плетнёв, Андраш Шифф, Павел Егоров. Два этюда были оркестрованы П. И. Чайковским, эту версию записала Марта Аргерих с Гевандхаус-оркестром под управлением Рикардо Шайи.